# Dasiops rectivena
Dasiops rectivena är en tvåvingeart som beskrevs av Willi Hennig 1948. Dasiops rectivena ingår i släktet Dasiops och familjen stjärtflugor.
Artens utbredningsområde är Peru. Inga underarter finns listade i Catalogue of Life.